# Beuvardes
Beuvardes település Franciaországban, Aisne megyében. Lakosainak száma 741 fő (2022. január 1.). Beuvardes Le Charmel, Chartèves, Coincy, Épieds, Fère-en-Tardenois és Villeneuve-sur-Fère községekkel határos.

## Népesség
A település népességének változása:
| Lakosok száma | 458  | 544  | 642  | 701  | 719  | 729  | 749  | 750  | 751  | 741  |
|               | 1968 | 1982 | 1990 | 2006 | 2013 | 2015 | 2017 | 2019 | 2020 | 2022 |